# ناگارپور
ناگارپور (به لاتین: Nagarpur) یک منطقهٔ مسکونی در بنگلادش است که در ناحیه تانگیل واقع شده‌است. ناگارپور ۲۶۲٫۷ کیلومتر مربع مساحت و ۲۸۸٬۰۹۲ نفر جمعیت دارد.